# Keiler (Panzer)
Der Minenräumpanzer (MiRPz) Keiler dient in seiner Hauptfunktion dem sicheren Räumen von Gassen durch Minensperren unter Panzerschutz und wird in den Panzerpionierkompanien der Bundeswehr eingesetzt.

## Entwicklungsgeschichte
Das Minenräumsystem Keiler ist eine Entwicklung der Firmen MaK GmbH in Kiel, Thyssen Henschel Wehrtechnik (beide gehören seit 1992 und 1999 zu Rheinmetall Landsysteme), MTU Friedrichshafen und der Renk AG. Als Basis wählte man die Wanne des M48 Patton A2C. Zwischen 1996 und 1998 lieferte die Firma MaK als Generalunternehmer 24 Fahrzeuge mit einem Gesamtwert von 114 Millionen Deutsche Mark an die Panzerpionierkompanien der Bundeswehr. Im Zeitraum 2016 bis 2018 wurden die verbliebenen Keiler modernisiert. Die modernisierte Variante unterscheidet sich äußerlich durch Antriebsrad und Kette.

## Funktionsbeschreibung
Der Keiler ist in der Lage, mit Hilfe seiner hydraulisch angetriebenen Bodenfräse alle bislang bekannten Arten von verdeckt oder offen verlegten Landminen (Schützen- und Panzerabwehrminen) zu räumen. Dazu fräst er eine Gasse von 4,70 m Breite und 25 cm Tiefe mit 24 gegen die Fahrtrichtung rotierenden Räumelementen (Elefantenfuß), die an einer beweglichen Räumeinrichtung befestigt sind. Dabei werden die Minen ausgelöst, zerstört oder zur Seite geschleudert. Die Geschwindigkeit im Räumbetrieb, die sich nach der Bodenbeschaffenheit und Räumtiefe richtet, liegt zwischen 0,5 km/h und 4,5 km/h. Die so geräumte Gasse kann durch ein Räumgassenmarkierungssystem CLAMS (Clear Lane Marking System) gekennzeichnet werden. Das Verlegen der Räummarkierungsteller erfolgt manuell oder automatisch in Abständen von 6, 12, 24 oder 48 Metern.
Aufgrund der Belastungen und zum Schutz der Besatzung während des Räumens entschied man sich für die Gusswanne des M48 Patton, die einen besseren Schutz bietet und dauerhafter ist als eine geschweißte Wanne, deren Schweißnähte aufgrund der schockwellenartigen Explosionen von Minen und der Vibrationen des Räumgerätes reißen könnten. Als weitere Modifikation besitzt der Keiler einen klappbaren schlittenartigen Bugschild, der einen stabilen Räumvorgang ermöglicht und die Buglastigkeit im Räumbetrieb kompensiert.
Die Wirksamkeit (98 %) des Minenräumpanzers zeigte sich bei dem UN-Einsatz in Somalia und bei SFOR. Durch sein Funktionsprinzip, das in Kauf nimmt, dass Minen nicht ausgelöst, sondern nur zur Seite geschleudert werden, ist er ein rein militärisches Gerät und nicht zum Räumen von Flächen im Rahmen humanitärer Einsätze geeignet.

## Technische Daten

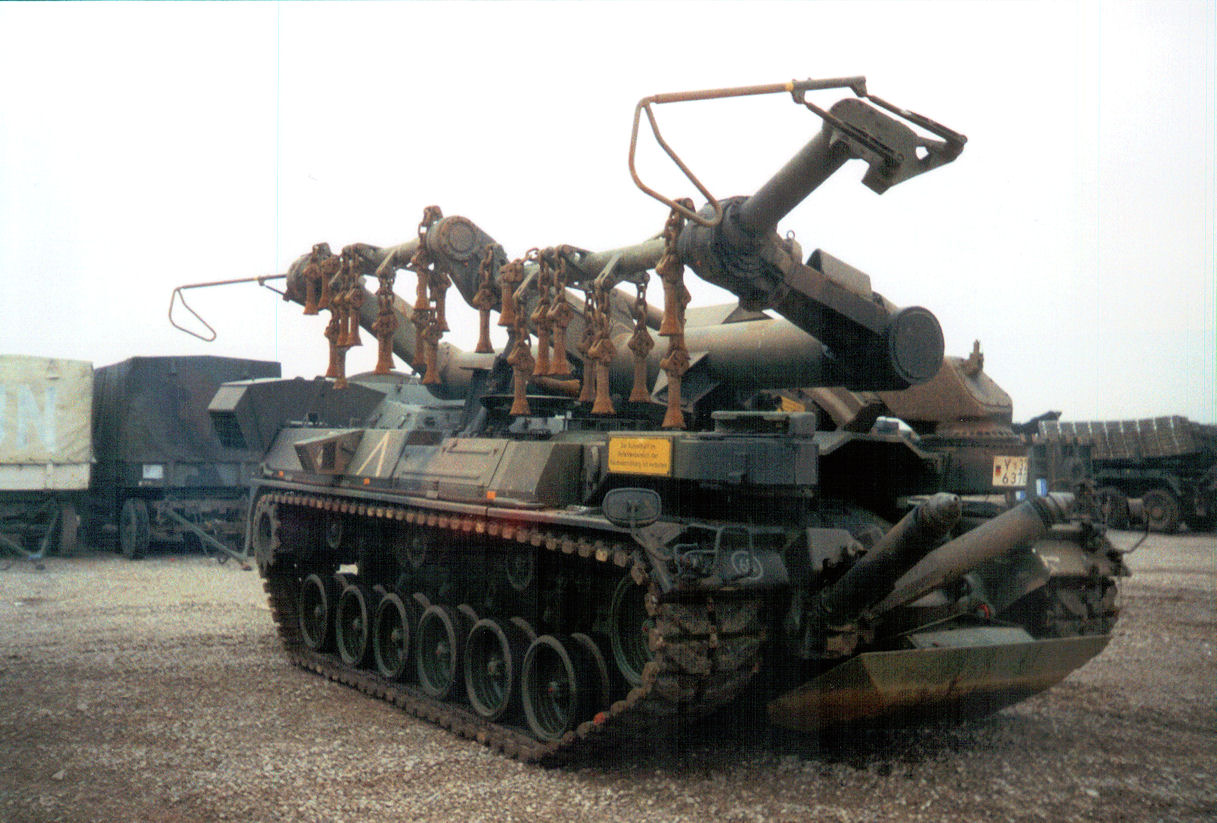
Keiler in Marschstellung
Gut zu erkennen der Bugschild, die Tiefenfühler links und rechts und die zwei Stützen für die Räumelemente.

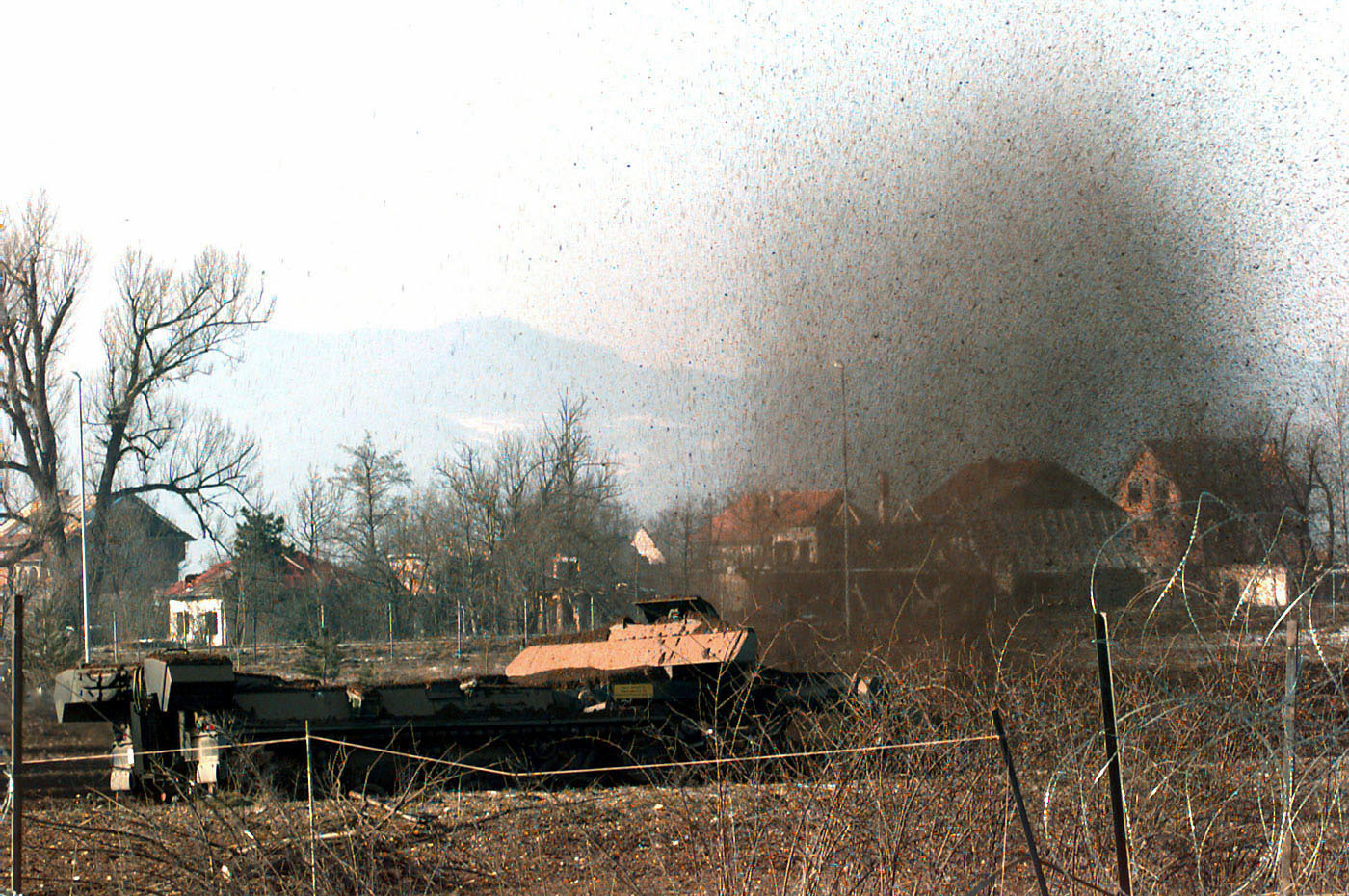
Keiler im Räumeinsatz während des SFOR-Einsatzes in Bosnien-Herzegowina

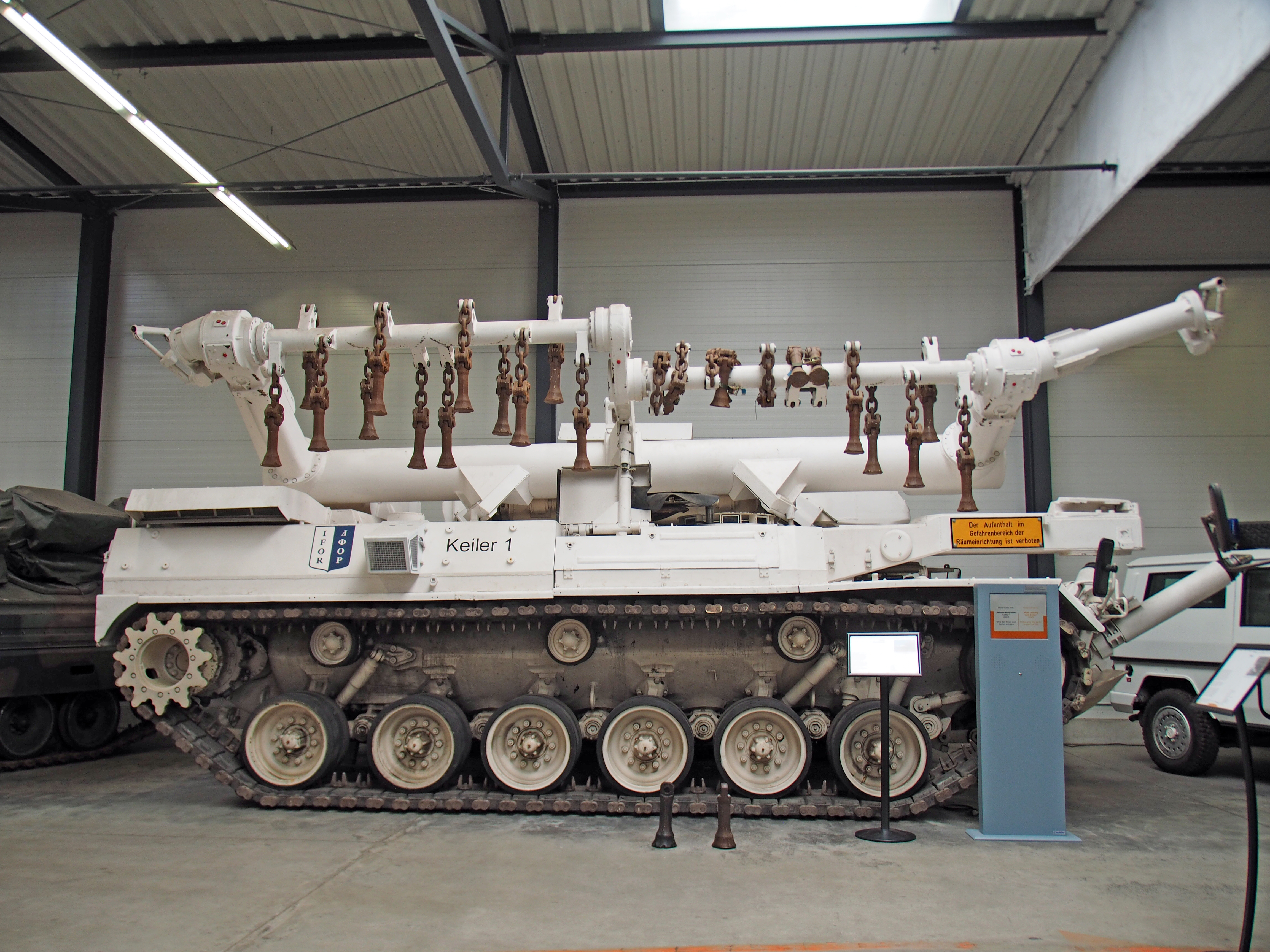
MiRPz Keiler im Panzermuseum Munster

| Minenräumsystem KEILER        |                                                                                 |
| Räumwirksamkeit:              | 98 %                                                                            |
| Räumgeschwindigkeit:          | 0,5 km/h bis 4,5 km/h                                                           |
| Räumbreite:                   | 4,70 m                                                                          |
| Räumtiefe:                    | 0,25 m                                                                          |
| Gefechtsgewicht:              | 53 t                                                                            |
| Bodenfreiheit:                | 245 mm                                                                          |
| Steigfähigkeit:               | max. 60 %                                                                       |
| Kletterfähigkeit:             | 220 mm                                                                          |
| Querneigung:                  | max. 30 %                                                                       |
| Grabenüberschreitfähigkeit:   | 1.620 mm                                                                        |
| Watfähigkeit o. Vorbereitung: | 800 mm mit Räumspurmarkierungskasten (CLAMS); 1.220 mm ohne                     |
| Kraftstoffmenge:              | 1111 l                                                                          |
| Kraftstoffverbrauch:          | Straße: ca. 320 l / 100 km Gelände: ca. 580 l / 100 km Räumbetrieb: ca. 320 l/h |
| Kühlung:                      | Flüssigkeitsumlaufkühlung mit geschlossenem Kreislauf                           |
| Getriebe:                     | Renk HSWL 284 M; vier Vor-, zwei Rückwärtsgänge                                 |

## Nutzer
Neben Deutschland nutzt Polen seit 2002 vier Keiler aus den Beständen der Bundeswehr.